# Triatoma
Triatoma é um gênero de insetos da subfamília Triatominae, família Reduviidae. Todas as espécies são capazes de transmitir o Trypanosoma cruzi, mas apenas três espécies possuem importância epidemiológica como vetores: T. infestans e T. brasiliensis na América do Sul, e T. dimidiata, distribuída do México até a Colômbia, Venezuela, Equador e norte do Peru.

## Taxonomia
Um estudo de 2014 demonstrou que o gênero é polifilético e necessita de uma revisão. São descritas 71 espécies válidas:
- Triatoma amicitiae Lent, 1951
- Triatoma arthurneivai Lent & Martins, 1940
- Triatoma baratai Carcavallo & Jurberg, 2000
- Triatoma barberi Usinger, 1939
- Triatoma bolivari Carcavallo, Martínez & Peláez, 1987
- Triatoma boliviana Martínez, Chávez, Sossa, Randa, Vargas & Vidaurre, 2007
- Triatoma bouvieri Larrousse, 1924
- Triatoma brailovskyi Martínez, Carcavallo & Peláez, 1984
- Triatoma brasiliensis Neiva, 1911
- Triatoma breyeri Del Ponte, 1929
- Triatoma carcavalloi Jurberg, Rocha & Lent, 1998
- Triatoma carrioni Larrousse, 1926
- Triatoma cavernicola Else & Cheong, 1977
- Triatoma circummaculata (Stal, 1859)
- Triatoma costalimai Verano & Galvão, 1958
- Triatoma deaneorum Galvão, Souza & Lima, 1967
- Triatoma delpontei Romaña & Abalos, 1947
- Triatoma dimidiata (Latreille, 1811)
- Triatoma dispar Lent, 1950
- Triatoma eratyrusiformis Del Ponte, 1929
- Triatoma garciabesi Carcavallo, Cichero, Martínez, Prosen & Ronderos, 1967
- Triatoma gerstaeckeri (Stal, 1859)
- Triatoma gomeznunezi Martinez, Carcavallo & Jurberg, 1994
- Triatoma guasayana Wygodzinsky & Abalos, 1949
- Triatoma guazu Lent & Wygodzinsky, 1979
- Triatoma hegneri Mazzotti, 1940
- Triatoma incrassata Usinger, 1939
- Triatoma indictiva Neiva, 1912
- Triatoma infestans (Klug, 1834)
- Triatoma jatai Gonçalves, Teves-Neves, Santos-Mallet, Carbajal-de-la-Fuente & Lopes, 2013
- Triatoma juazeirensis Costa & Felix, 2007
- Triatoma jurbergi Carcavallo, Galvão & Lent, 1998
- Triatoma klugi Carcavallo, Jurberg, Lent & Galvão, 2001
- Triatoma lecticularia (Stal, 1859)
- Triatoma lenti Sherlock & Serafim, 1967
- Triatoma leopoldi (Schoudeten, 1933)
- Triatoma limai Del Ponte, 1929
- Triatoma maculata (Erichson, 1848)
- Triatoma matogrossensis Leite & Barbosa, 1953
- Triatoma melanica Neiva & Lent, 1941
- Triatoma melanocephala Neiva & Pinto, 1923
- Triatoma mexicana (Herrich-Schaeffer, 1848)
- Triatoma migrans Breddin, 1903
- Triatoma neotomae Neiva, 1911
- Triatoma nigromaculata (Stal, 1872)
- Triatoma nitida Usinger, 1939
- Triatoma oliveirai (Neiva, Pinto & Lent, 1939)
- Triatoma patagonica Del Ponte, 1929
- Triatoma peninsularis Usinger, 1940
- Triatoma petrochiae Pinto & Barreto, 1925
- Triatoma pintodiasi Jurberg, Cunha & Rocha, 2013
- Triatoma platensis Neiva, 1913
- Triatoma protracta (Uhler, 1894)
- Triatoma pseudomaculata Correa & Espínola, 1964
- Triatoma pugasi Lent, 1953b
- Triatoma recurva (Stal, 1868)
- Triatoma rubida (Uhler, 1894)
- Triatoma rubrofasciata (De Geer, 1773)
- Triatoma rubrovaria (Blanchard, 1843)
- Triatoma ryckmani Zeledón & Ponce, 1972
- Triatoma sanguisuga (Leconte, 1855)
- Triatoma sherlocki Ryckman, 1962
- Triatoma sinaloensis Papa, Jurberg, Carcavallo, Cerqueira & Barata, 2002
- Triatoma sinica Hsaio, 1965
- Triatoma sordida (Stal, 1859)
- Triatoma tibiamaculata (Pinto, 1926)
- Triatoma vandae Carcavallo, Jurberg, Rocha, Galvão, Noireau & Lent, 2002
- Triatoma venosa (Stal, 1872)
- Triatoma vitticeps (Stal, 1859)
- Triatoma williami Galvão, Souza & Lima, 1965
- Triatoma wygodzinskyi Lent, 1951

Uma espécie fóssil, Triatoma dominicana Poinar, 2005, foi tentativamente alocada no gênero Triatoma com base em características morfológicas. A espécie foi descrita a partir de restos encontrados num fragmento de âmbar dominicano encontrado na ilha de Hispaniola e datado do período Mioceno (Burdigaliano).